# Minna Salami
Pour les articles homonymes, voir Salami (homonymie).
Minna Salami, née en 1978, est une journaliste finlando-nigériane qui anime notamment un blog, MsAfropolitan, et diffuse, par le biais de ce blog, des informations et des échanges sur les questions féministes en Afrique. Elle intervient également  sur d'autres sites ou pour d'autres journaux sur les questions de société. 

## Biographie
Elle est née en Finlande en 1978 d'un père nigérian et d'une mère finlandaise. Elle revient au Nigeria, et y passe une grande partie de sa jeunesse, avant de reprendre des études supérieures en Suède,
. Elle est diplômée de l'Université de Lund, en Suède, en Sciences Politiques, et de l'Université de Londres, l'École des Études Orientales et Africaines (SOAS), avec un diplôme de Master of Arts (MA).  Elle habite Londres.
Après ses études, elle commence son parcours dans une entreprise de marketing, traitant d'image de marque et de gestion de produits. Elle travaille dans de nombreux pays. En 2010, outre ses collaborations avec différents médias et journaux, dont le Huffington Post ou The Guardian, elle fonde le blog MsAfropolitan. Ce support s'intéresse aux questions féministes au Nigeria et au sein de la diaspora nigériane,,. : « Il y a une immense énergie chez les féministes en Afrique. J’y ai rencontré beaucoup de femmes très radicales, militant pour l’éducation sexuelle, invitant les jeunes filles à explorer leurs corps. Mais paradoxalement, elles sont nombreuses à ne pas vouloir se définir comme féministes, par peur des représailles », explique-t-elle,,.
Installée désormais à Londres, elle travaille également comme consultant, pour un média numérique, TVC News, une chaîne d'information panafricanaine. Elle est présente aussi au conseil d'administration d'organisation caritatives.

## Récompenses
Elle est récipiendaire de nombreux prix, distinctions, et marques de notoriété. Elle a par exemple été retenue dans les 40 African Change-makers under 40 du magazine Applause Africa. Elle a été sélectionnée comme faisant partie des Nigeria's 100 most influential women par le site YNaija, et comme faisant partie des Top 100 Most Influential Black People on Digital/Social Media par l'agence de marketing londonienne Eelan Media. Elle a reçu le Outstanding Achievement in Media award, un prix de la Diaspora africaine (African Diaspora Awards) décerné en 2013, et le prix du blogueur de l'année de la Women4Africa, en 2013. Red Magazine la classe également  comme blogueur de l'année en 2012,.